# Parafia św. Michała Archanioła we Włodzicach Wielkich
Parafia świętego Michała Archanioła we Włodzicach Wielkich – parafia rzymskokatolicka, znajdująca się w diecezji legnickiej, w dekanacie Nowogrodziec.